# Connor Murphy (Leichtathlet)
Connor Murphy (* 22. Oktober 2001 in Randwick, New South Wales) ist ein australischer Leichtathlet, der sich auf den Dreisprung spezialisiert hat. Auch sein Vater Andrew Murphy war für Australien als Dreispringer aktiv.

## Sportliche Laufbahn
Erste internationale Erfahrungen sammelte Connor Murphy im Jahr 2019, als er bei den U20-Ozeanienmeisterschaften in Townsville mit einer Weite von 15,01 m die Silbermedaille im Dreisprung gewann. 2023 belegte er bei den World University Games in Chengdu mit 16,40 m den vierten Platz, ehe er bei den Pazifikspielen in Honiara mit windunterstützten 16,85 m die Goldmedaille gewann. Im Jahr darauf siegte er mit 16,87 m beim Melbourne Invitational und gewann bei den Ozeanienmeisterschaften in Suva mit 16,08 m die Bronzemedaille hinter seinem Landsmann Aiden Hinson und Welrè Olivier aus Neuseeland. Daraufhin nahm er an den Olympischen Sommerspielen in Paris teil und gelangte dort mit 16,30 m im Finale auf den zwölften Platz. 2025 siegte er mit 16,77 m bei den World University Games in Bochum.
In den Jahren 2024 und 2025 wurde Murphy australischer Meister im Dreisprung.